# سسک‌های زرد
سسک‌های زرد (نام علمی: Chloropeta)، یک سرده از سسک‌های نیزار بود. در گذشته، آنها را در پیراتبار " جنگل‌های جهان قدیم " قرار می‌دادند. اکنون سسک زرد پاپیروسی در سردهٔ یکنواخت آن Calamonastides جای می‌گیرد و بقیه در سردهٔ سسک‌های درختی کوچک جای می‌گیرند.
این سرده شامل گونه‌های زیر بود:
- سسک زرد پاپیروسی (Chloropeta gracilirostris)
- سسک زرد آفریقایی (Chloropeta natalensis)
- سسک زرد کوهی (Chloropeta similis)